# Billabong Pipeline Masters
Il Billabong Pipeline Masters è una competizione di surf che si tiene al Banzai Pipeline a Oahu, nelle Hawaii.

## Storia
La prima competizione ufficiale si è tenuta nel 1970, e vede partecipare i 45 migliori surfisti della ASP, compresi i 16 atleti che gareggiano per il campionato del mondo. Il montepremi della competizione è di 320 000 dollari, ed è inserita nel circuito del ASP World Tour come ultima tappa del calendario.

## Vincitori
| Year | Winner         |
| ---- | -------------- |
| 1971 | Jeff Hakman    |
| 1972 | Gerry Lopez    |
| 1973 | Gerry Lopez    |
| 1974 | Jeff Crawford  |
| 1975 | Shaun Tomson   |
| 1976 | Rory Russell   |
| 1977 | Rory Russell   |
| 1978 | Larry Blair    |
| 1979 | Larry Blair    |
| 1980 | Mark Richards  |
| 1981 | Simon Anderson |
| 1982 | Michael Ho     |
| 1983 | Dane Kealoha   |
| 1984 | Joey Buran     |
| 1985 | Mark Occhilupo |
| 1986 | Derek Ho       |
| 1987 | Tom Carroll    |
| 1988 | Rob Page       |
| 1989 | Gary Elkerton  |
| 1990 | Tom Carroll    |
| 1991 | Tom Carroll    |
| 1992 | Kelly Slater   |
| 1993 | Derek Ho       |
| 1994 | Kelly Slater   |
| 1995 | Kelly Slater   |
| 1996 | Kelly Slater   |
| 1997 | John Gomes     |
| 1998 | Jake Paterson  |
| 1999 | Kelly Slater   |
| 2000 | Rob Machado    |
| 2001 | Bruce Irons    |
| 2002 | Andy Irons     |
| 2003 | Andy Irons     |
| 2004 | Jamie O'Brien  |
| 2005 | Andy Irons     |
| 2006 | Andy Irons     |
| 2007 | Bede Durbidge  |
| 2008 | Kelly Slater   |
| 2009 | Taj Burrow     |
| 2010 | Jeremy Flores  |